# Pecado de Amor
Pecado de Amor é uma telenovela brasileira exibida pelo SBT entre 25 de maio de 1983 e 23 de julho de 1983, em 52 capítulos, às 19h, substituindo A Ponte do Amor e sendo substituída por Razão de Viver. Baseada na mexicana Pecado de amor, de Marissa Garrido, foi escrita por Henrique Lobo, sob direção geral de Antonino Seabra.
Conta com Denise Del Vecchio, Edson França, Yara Lins, José Parisi, Renato Master, Regiani Ritter, Rogério Márcico e Tereza Teller nos papéis principais.

## Enredo
Após um acidente de carro, Helga tem a vida destruída: o marido Antônio morre e o filho pequeno Cesar fica cego. Sem ter como pagar o tratamento do menino, ela dá o golpe-do-baú e se casa por interesse com Eduardo, mas tem que enfrentar a mãe dele, Malvina.

## Elenco
| Ator/Atriz         | Personagem               |
| ------------------ | ------------------------ |
| Denise Del Vecchio | Helga Rodrigues          |
| Edson França       | Eduardo Vilaverde        |
| Yara Lins          | Malvina Vilaverde        |
| José Parisi        | Carlos Alberto Vilaverde |
| Regiani Ritter     | Regina                   |
| Rogério Márcico    | Amadeu                   |
| Tereza Teller      | Selma                    |
| Márcio de Luca     |                          |
| Vinícius Militello | Cesar                    |
| Floriza Rocha      |                          |
| Wagner de Paula    |                          |
| Vera D Agostino    |                          |
| Márcia Lúcia       |                          |

### Participações especiais
| Ator/Atriz    | Personagem        |
| ------------- | ----------------- |
| Renato Master | Antônio Rodrigues |

## Reprise
Foi reprisada na faixa Novelas da Tarde entre 6 de outubro e 18 de novembro de 1986, às 15h30, substituindo a reprise de Soledade e sendo substituída pela inédita Só Você. 

## Trilha sonora
- "Pecado de amor" - Mário Lúcio (tema de abertura). Esta canção faz parte do LP Parada Popular, da extinta gravadora RGE.